# Michèle Christophe
Pour les articles homonymes, voir Christophe.
Michèle Christophe est une footballeuse française évoluant au poste de défenseur.

## Carrière

### Carrière en club
Michèle Christophe évolue de 1974 à 1975 à l'AS Orléans ; elle est finaliste du Championnat de France en 1975.

### Carrière en sélection
Michèle Christophe compte une seule sélection en équipe de France, le 24 avril 1975, en amical contre les Pays-Bas (défaite 1-0).

## Palmarès
- Finaliste du championnat de France en 1975 avec l'AS Orléans